# Фонтен-ле-Пюї
Фонте́н-ле-Пюї́ (фр. Fontaine-le-Puits) — колишній муніципалітет у Франції, у регіоні Овернь-Рона-Альпи, департамент Савоя. Населення — 139 осіб (2011).
Муніципалітет був розташований на відстані близько 500 км на південний схід від Парижа, 135 км на схід від Ліона, 50 км на схід від Шамбері.

## Історія
До 2015 року муніципалітет перебував у складі регіону Рона-Альпи. Від 1 січня 2016 року належав до нового об'єднаного регіону Овернь-Рона-Альпи.
1 січня 2016 року Фонтен-ле-Пюї і Сален-ле-Терм було об'єднано в новий муніципалітет Сален-Фонтен.

## Демографія
Динаміка населення (INSEE ):
Розподіл населення за віком та статтю (2006):
| Стать | Всього | До 15 років | 15-24 | 25-44 | 45-64 | 65-85 | Понад 85 |
| --- | ------ | ----------- | ----- | ----- | ----- | ----- | -------- |
| Чоловіки | 44     | 4           | 0     | 12    | 12    | 16    | 0        |
| Жінки | 80     | 28          | 0     | 24    | 16    | 12    | 0        |
| \| Статево-вікова піраміда \| Статево-вікова піраміда \| Статево-вікова піраміда \| \| ----------------------- \| ----------------------- \| ----------------------- \| \| Чоловіки \| Вік \| Жінки \| \| 0 \| 85 + \| 0 \| \| 4 \| 80-84 \| 4 \| \| 8 \| 75-79 \| 8 \| \| 0 \| 70-74 \| 0 \| \| 4 \| 65-69 \| 0 \| \| 0 \| 60-64 \| 8 \| \| 4 \| 55-59 \| 4 \| \| 0 \| 50-54 \| 4 \| \| 8 \| 45-49 \| 0 \| \| 0 \| 40-44 \| 8 \| \| 4 \| 35-39 \| 4 \| \| 4 \| 30-34 \| 8 \| \| 4 \| 25-29 \| 4 \| \| 0 \| 20-24 \| 0 \| \| 0 \| 15-20 \| 0 \| \| 0 \| 10-14 \| 4 \| \| 4 \| 5-9 \| 12 \| \| 0 \| 0-4 \| 12 \| |        |             |       |       |       |       |          |
| Статево-вікова піраміда |        |             |       |       |       |       |          |
| Чоловіки | Вік    | Жінки       |       |       |       |       |          |
| 0 | 85 +   | 0           |       |       |       |       |          |
| 4 | 80-84  | 4           |       |       |       |       |          |
| 8 | 75-79  | 8           |       |       |       |       |          |
| 0 | 70-74  | 0           |       |       |       |       |          |
| 4 | 65-69  | 0           |       |       |       |       |          |
| 0 | 60-64  | 8           |       |       |       |       |          |
| 4 | 55-59  | 4           |       |       |       |       |          |
| 0 | 50-54  | 4           |       |       |       |       |          |
| 8 | 45-49  | 0           |       |       |       |       |          |
| 0 | 40-44  | 8           |       |       |       |       |          |
| 4 | 35-39  | 4           |       |       |       |       |          |
| 4 | 30-34  | 8           |       |       |       |       |          |
| 4 | 25-29  | 4           |       |       |       |       |          |
| 0 | 20-24  | 0           |       |       |       |       |          |
| 0 | 15-20  | 0           |       |       |       |       |          |
| 0 | 10-14  | 4           |       |       |       |       |          |
| 4 | 5-9    | 12          |       |       |       |       |          |
| 0 | 0-4    | 12          |       |       |       |       |          |

## Економіка
2010 року серед 91 особи працездатного віку (15—64 років) 70 були активними, 21 — неактивною (показник активності 76,9%, у 1999 році було 78,8%). З 70 активних мешканців працювало 66 осіб (35 чоловіків та 31 жінка), безробітними було 4 (1 чоловік та 3 жінки). Серед 21 неактивної 4 особи були учнями чи студентами, 12 — пенсіонерами, 5 були неактивними з інших причин.

У 2010 році в муніципалітеті числилось 54 оподатковані домогосподарства, у яких проживали 134,0 особи, медіана доходів виносила 20 931 євро на одного особоспоживача